# 中国核工业集团
中国核工业集团有限公司（英語：China National Nuclear Corporation，缩写：CNNC），簡稱中核集团，是中华人民共和国一家主要从事核军工、核电、核燃料、核应用技术等业务的特大型中央企业。
中核集团是中國最大的核電站工程及營運公司。成立于1999年，公司前身是中华人民共和国第二机械工业部、核工业部、中国核工业总公司和中国核工业集团公司，是中华人民共和国国务院授权国务院国有资产监督管理委员会管理的中央企业。

## 历史
1988年4月，核工业部被撤销，其行政职能被并入新建的能源部，同时组建了中国核工业总公司，承担核军工、核电、核燃料、核应用技术等领域的科研开发、建设和生产经营，以及对外经济合作和进出口业务。
2015年6月1日中國核工業集團旗下的中國核能電力股份有限公司首次公開發行發行38.91億股，約佔發行後總股本的25%，其中網上初始發行11.673億股，發行價為3.39元/股。預計集資總額131.90億元，淨額為129.92億元人民幣，系上海证券交易所掛牌上市，股票代碼601985。
2016年12月央視報導中國率先研製成功最核心的核聚變材料部件，也就是必須承受過太陽溫度的D型環內壁材質，高達每平方米4.7兆瓦熱量，由中核集團西南物理研究所研發，同月送往ITER工地測試。
2017年中国核工业集团公司改制為國有獨資有限公司。
2018年1月31日經報國務院批准，中國核工業集團與中國核工業建設集團實施重組，中國核工業建設集團有限公司整體無償劃轉進入中國核工業集團有限公司，不再作為國資委直接監管企業。

## 组织架构

### 专业化公司
- 中国核能电力股份有限公司
- 中国原子能工业有限公司
- 中国铀业有限公司
- 中国核工业建设股份有限公司
- 中核环保有限公司
- 中国中原对外工程有限公司
- 上海中核浦原有限公司
- 中国宝原投资有限公司
- 中核资本控股有限公司

### 直属企业
- 中国核电工程有限公司
- 中核战略规划研究总院有限公司
- 中核工程咨询有限公司
- 中核能源科技有限公司
- 新华水力发电有限7公司
- 中核（北京）传媒文化有限公司

### 直属事业单位
- 中国核动力研究设计院
- 中国原子能科学研究院
- 核工业西南物理研究院
- 核工业管理干部学院（中国核工业大学）
- 核工业机关服务中心
- 核工业二二一离退休人员管理局

## 历任领导
- 蒋心雄 （1988年—1998年）
- 李定凡
- 康日新（2003年9月至2010年8月）
- 孙勤（2012年05月至2016年12月）
- 王寿君（2016年12月至2018年7月）
- 余剑锋 （2018年7月至2025年5月）
- 申彦锋 （2025年5月—）

## 分厂
- 中国核工业总公司404厂
- 中核陕西铀浓缩有限公司（原中国核工业集团公司四○五厂）是中国核工业集团公司所属的国家大型骨干企业，始建于1969年10月。
- 中国原子能工业有限公司(CNEIC)成立于1980年2月，是中国核工业集团公司（CNNC）直属的国际贸易公司。是国家授权从事核燃料进出口业务、开展铀产品与核燃料循环贸易的专营公司。[4]2017年11月，根据集团公司决定，中国核燃料有限公司与中国原子能工业有限公司进行体制优化整合，形成核燃料产供销及服务一体化。[5]2018年1月1日，新组建的原子能公司已经完成合并，并正式运行。
- 核工业江西矿冶局：始建于1958年，先后称为江西省和平利用原子能委员会、江西省矿务管理局、江西办事处、江西省第二机械工业局、核工业部江西矿冶局，1988年改现名。由原来的“五矿一厂一校”格局改为参与管理三家天然铀企业：[6]
  - 中核抚州金安铀业有限公司
  - 中核赣州金瑞铀业有限公司
  - 中核浙江衢州铀业有限责任公司